# كيارا بيلاكاني
كيارا بيلاكاني (من مواليد 12 سبتمبر 2002) هي لاعبة سباحة غطس إيطالية فازت بالميدالية الذهبية في مسابقة منصة قفز متزامنة 3 أمتار في بطولة أوروبا للرياضات المائية 2018. شاركت في بطولة أوروبا للرياضات المائية 2020 في بودابست، المجر، وفازت بخمس ميداليات، منها ميدالية ذهبية. تنافست في الألعاب الأولمبية الصيفية 2024 حيث جاءت في المركز الرابع في حدث منصة القفز على ارتفاع 3 أمتار إلى جانب إيلينا بيرتوتشي.